# Индустријска зона Тиберина Нарни Скало (Терни)
Индустријска зона Тиберина Нарни Скало је насеље у Италији у округу Терни, региону Умбрија.
Према процени из 2011. у насељу је живело 1 становника. Насеље се налази на надморској висини од 120 м.